# Poule Soie
Pour les articles homonymes, voir Soie (homonymie), Poule (homonymie) et Nègre (homonymie).
La Poule Soie ou Poule / Coq à duvet (gallus lanatus) est une race de poule domestique originaire de Chine, connue pour son plumage soyeux, sa peau et son ossature noire et ses cinq doigts aux pattes. 
Le nom de « poule soie » a été voté en 2009 par la commission des standards (commission technique des juges volailles).
Il existe cependant d'autres races comprenant une variété avec un plumage soyeux, tres doux,  comme la chabo et la serama « soie » par exemple.
Son physique atypique, sa douceur, sa sociabilité ainsi que ses qualités de mère l'ont rendue très populaire dans le monde de l'aviculture.

## Origine

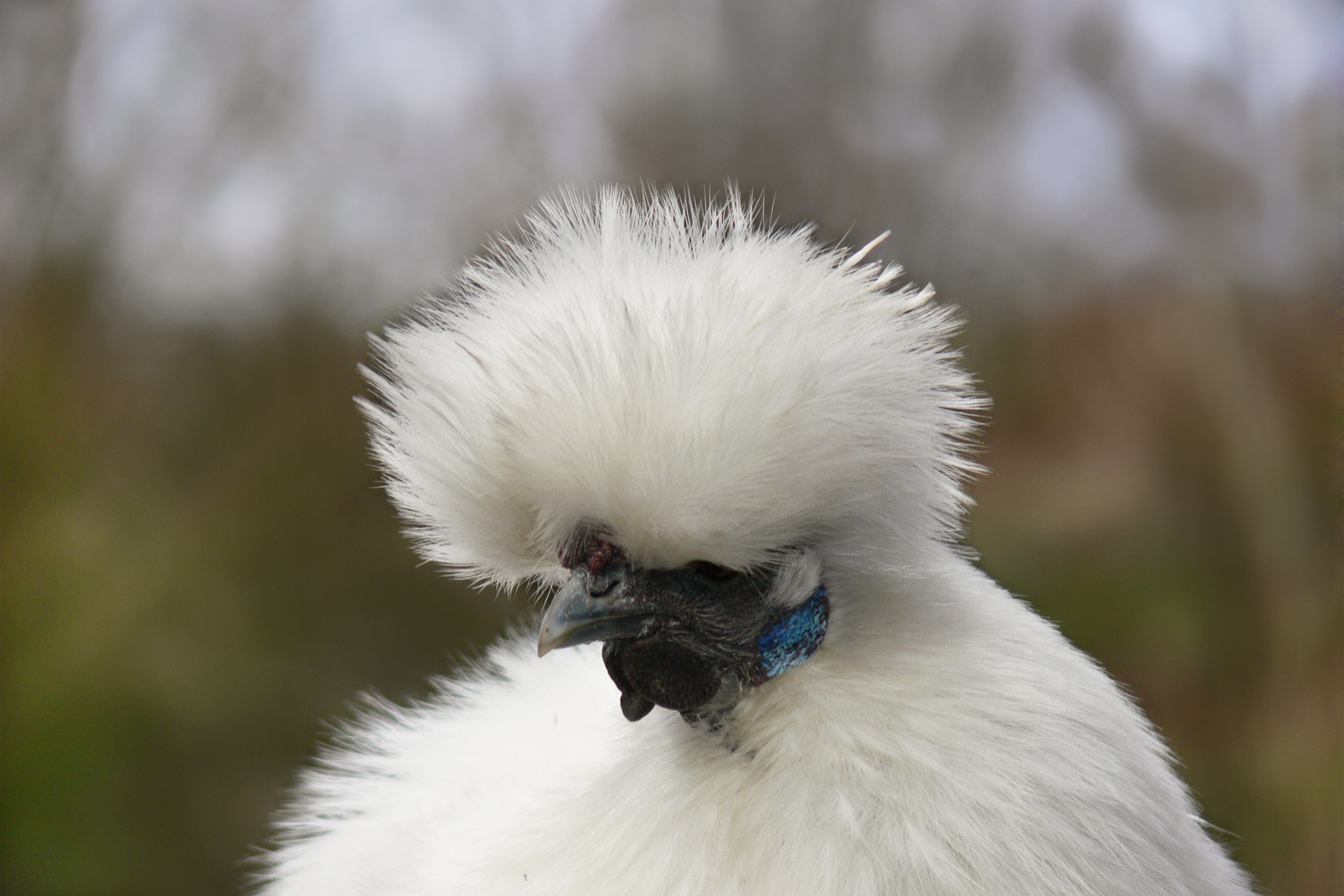
Oiseau Poule Soie blanche non barbue.

La poule soie — que Buffon appelait “Poule à duvet du Japon” et Cuvier “Le coq à duvet” — est une race de poules très ancienne, caractérisée par le fait que « les barbes des plumes sont détachées et ressemblent assez à du poil” » (Buffon). 
Le Livre de Marco Polo (1307) la décrit dans le Fujian : « Sachez qu'ils ont des poules qui n'ont nulle plume mais ont poils. Et sont toutes noires, et font œuf comme celles de notre pays et sont bonnes à manger ».
Trois siècles après Marco Polo, Ulisse Aldrovandi, écrivain et naturaliste de l’université de Bologne en Italie, publie en 1599 un traité sur les poules où il parle de poules au plumage « similaire à de la laine » et d’autres « vêtues d'une fourrure comme celle d’un chat noir » .
Bien que l’endroit exact du développement de la race soit discutable, l’endroit le plus documenté reste la Chine, puis plus tard le Japon. D’autres hypothèses placent l’origine de la race en Indonésie , où il existe des races à peau noire tel la Sumatra et la Cemani.
La poule soie est probablement arrivée en Europe par l’intermédiaire de la route de la soie et par le commerce maritime. La race est officiellement reconnue en Amérique du Nord en entrant dans le Standard of Perfection en 1874, dès la première année de publication . Dès que la nègre-soie devient commune, de nombreuses légendes furent colportées à leur propos : les éleveurs malhonnêtes déclaraient à leurs acheteurs qu’elles étaient le résultat d’un croisement avec le lapin, tandis que les cirques promouvaient leurs « poules à fourrure » .
La Poule Soie est ensuite perfectionnée en Europe, aux États-Unis et au Japon. Autrefois classée dans les naines en France, elle est maintenant considérée comme une grande race depuis qu'il existe une poule soie encore plus petite (500-600 g contre minimum 1 100 g), créée aux Pays-Bas . La poule soie naine siamoise ou « Siam » a, quant à elle, été recréée en Allemagne à la fin du XXe siècle sur la base d'archives datant des années 1900.
En 1998, le Poule Soie Club de France est créé par des passionnés, initialement sous le nom de Nègre Soie Club de France . Cette association loi de 1901 a pour objectif la sélection, la conservation et la valorisation de la race en en faisant l'élevage, en organisant des championnats ainsi que des journées techniques.
Jusqu'en 2009, la poule soie se nomme « nègre soie ». Cette année-là, le nom de « poule soie » a été voté par la commission des Standards (commission technique des juges volailles) . Les noms de « soyeuse » ou « poule soyeuse » n'ont pas été choisis car le terme soyeux caractérise la structure de la plume, alors que le terme soie désigne la race. Néanmoins, elle est tout de même appelée ainsi dans les pays anglophones : Silkie .

## Description

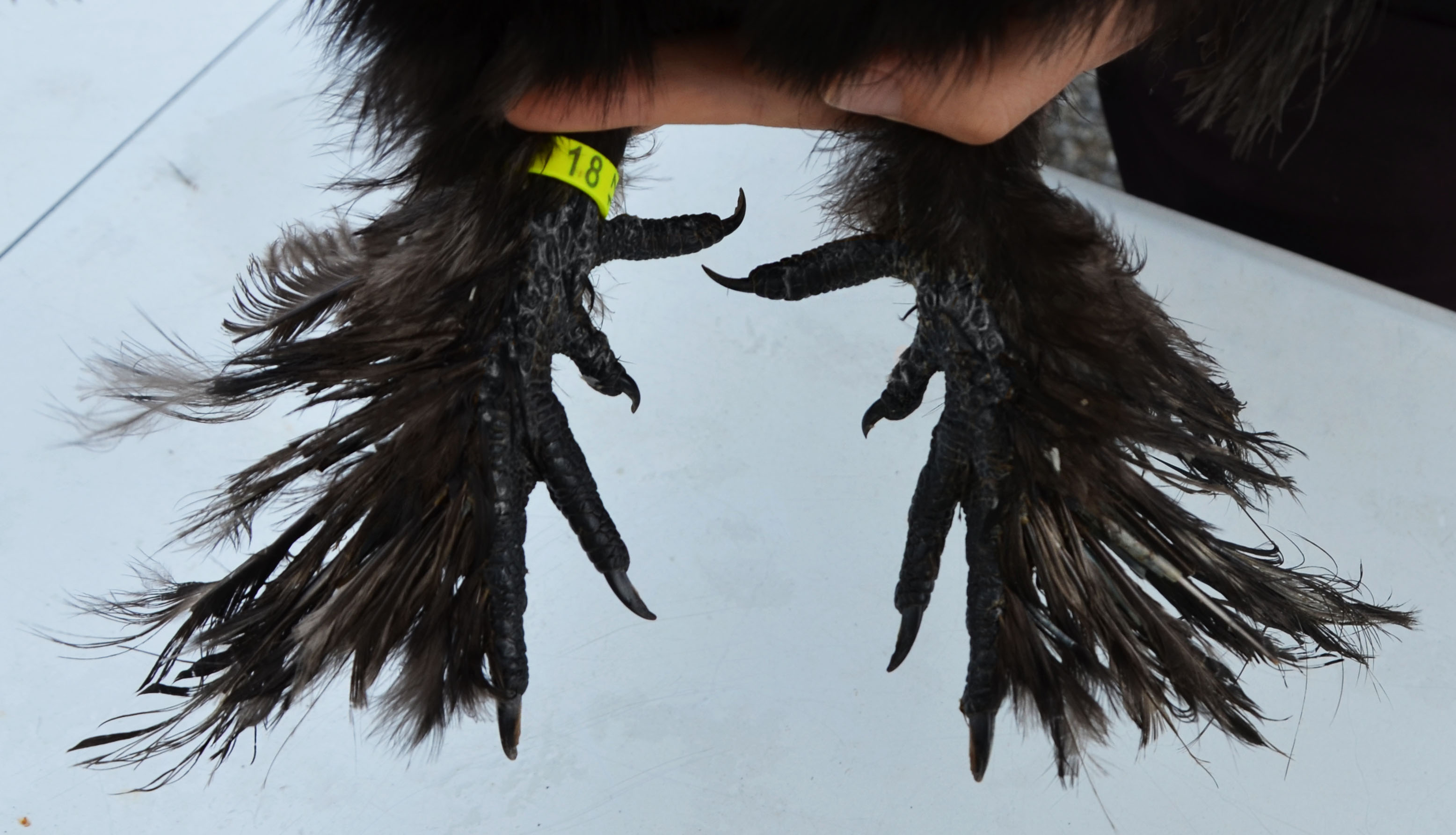
Pattes de coq Poule Soie. Les 4e et 5e doigts ont un très bon espacement.

### Description physique
Il existe deux types de poule soie : la poule soie grande race (en barbue et non barbue), la poule soie naine (en barbue, non barbue, et « Siam »). Il s'agit néanmoins de la même race.
La première particularité de la poule soie réside dans son plumage. Comparé à de la soie ou de la fourrure , ce type de plumage est peu commun dans le monde des poules : abondant, soyeux et mou. Le gène « soyeux » provient d'une mutation récessive, donc il disparaît en première génération lors de croisement avec des sujets au plumage normal. Ces plumes ne sont pas équipées de barbules et de hampes rigides et sont similaires au duvet des autres oiseaux. Le résultat est une apparence soyeuse et toute en volume, ressemblant presque à des poils. La poule soie, du fait de ce plumage, est moins adaptée que les autres poules aux intempéries importantes. Lorsqu'elle est barbue, la poule soie possède un manchon de plumes supplémentaire recouvrant les oreillons et les barbillons . 
La variété de couleur la plus fréquente est la blanche, mais il existe de nombreuses autres couleurs reconnues : noir, fauve, rouge, bleu, perdrix argenté, perdrix doré, splash, bleu, gris perle, chocolat, coucou argenté, coucou chocolat, blanc tacheté noir.  
La deuxième particularité de la poule soie est son mélanisme total : la peau ainsi que les membranes entourant la viande et les os (l'aponévrose et le périoste) sont noires. Les chairs sont en réalité blanches, comme la matière qui constitue les os. En chinois, son nom est 烏骨鷂 , ce qui signifie la poule aux os noirs . La Poule Soie partage cette particularité avec la Sumatra ou la Cemani.
La troisième particularité de la poule soie est sa polydactylie : elle possède un 5e doigt à chaque patte. Les 4e et 5e doigts doivent être séparés au niveau de l'implantation. Ce doigt supplémentaire est dû à un SNP (c'est-à-dire une variation) d'un régulateur du gène SHH, appelé séquence de régulation de la zone d'activité polarisante (ZPA) ,. Ceci provoque une expression ectopique du gène SHH dans la partie inférieure du membre en développement, entraînant une augmentation de la croissance des tissus et des doigts. Fait intéressant, alors que les pattes des Poules Soies présentent une polydactylie, leurs ailes présentent une tridactylie. L'embryon développe des doigts supplémentaires dans l'aile, mais ceux-ci sont perdus avant l'éclosion . Les Dorking, Faverolles françaises, Faverolles allemandes, Sultanes, Javanaises et poules de Houdan possèdent également cette caractéristique. Néanmoins la cause génétique provoquant la polydactylie diffère selon les races .
Le mâle de poule soie possède une petite crête : une caroncule en forme de noix couleur mûre traversée par un sillon, ainsi que des oreillons bleu turquoise. La femelle a une crête plus petite, presque inexistante.

### Comportement
D'une longévité comprise entre trois et dix ans , la Poule Soie est une race très sociable et calme. Elle ne peut pas voler et est facilement manipulable. Elle se comporte bien dans des situations de confinement et interagit bien avec les enfants. Son caractère doux peut cependant l'exposer à des blessures lorsqu’elle est en contact avec des races plus agressives . 
La poule soie est une pondeuse moyenne qui produit entre cent et deux cents œufs par an. En revanche, c'est une très bonne couveuse ainsi qu'une éleveuse hors pair, utilisée pour couver des œufs de poules qui couvent peu, ou en élevage sous poule .

## Standards officiels français

### Poule Soie grande race
| Élément             | Caractéristiques souhaitées | Défauts éliminatoires |
| ------------------- | --- | --- |
| Corps               | Court et large, aux contours bien arrondis, couleur de la peau bleu noirâtre. | |
| Cou                 | Court, camail abondant. | |
| Dos                 | Court et bien concave. | |
| Épaules             | Larges. | |
| Ailes               | Courtes, bien collées au corps et portées à l’horizontale. | |
| Selle               | Large. | |
| Queue               | Courte et large, portée haute et de forme bien arrondie. Plumage souple. | |
| Poitrine            | Large, profonde et bien arrondie. | |
| Abdomen             | Bien développé. | |
| Tête                | Courte et arrondie. Un bourrelet de chair est admis en soutien de la huppe. | Présence d’une protubérance osseuse de la boite crânienne « crâne de Padoue ». |
| Face                | Lisse à légèrement duveteuse, bleu noirâtre. | Couleur de peau claire (sauf pour les couleurs coucou). |
| Crête               | Coussin de chair plus large que long, de taille moyenne et traversé au premier tiers par un sillon transversal. Sans épines. De texture lisse de préférence et de couleur bleu noirâtre. Couleur plus claire ou rougeâtre acceptée pour certains coloris (voir ci-après). | Crête autre que celle décrite, ou présence d’épines, ou trop rougeâtre (sauf certains coloris).                                                                                         |
| Barbillons          | Petits mais bien apparents, arrondis et bleu noirâtre. Couleur plus claire acceptée pour certains coloris (voir ci-après). | Trop rougeâtres (sauf certains coloris). |
| Oreillons           | Petits, plutôt ovales et bleu turquoise. Chez les coqs âgés, la teinte devient naturellement plus claire. | Trop rougeâtres (sauf certains coloris). |
| Yeux                | Grands, brun noirâtre aussi foncés que possible. | Yeux trop clairs, yeux coulés (tache noire). |
| Bec                 | Court, arrondi et de couleur bleuâtre à noire. | |
| Huppe               | De taille moyenne et ne cachant pas les yeux. Forme arrondie et pour le coq : composée de plumes dirigées vers l’arrière. | Absence de huppe. |
| Barbe               | Pour les variétés barbues : Pleine, couvrant les barbillons et les oreillons. Favoris bien développés. | Croisement entre variétés barbue et non barbue. |
| Cuisses             | Courtes, cachées dans le plumage, sans manchettes. | |
| Tarses              | Courts, emplumement moyen jusqu’au doigt externe, noires ou bleu/gris foncé. Couleur plus claire acceptée pour certains coloris (voir ci-après). | Tarses non emplumés. Jarrets de vautour. Couleur trop claire (rosée) ou non uniforme (taches), sauf exception (voir ci-après).                                                          |
| Doigts              | Au nombre de 5. Les 4e et 5e doigts bien séparés au niveau de l’implantation. Le 5e doigt légèrement dirigé vers le haut. Noirs ou bleu foncé. Couleur plus claire acceptée pour certains coloris (voir ci-après).                                                        | Absence de 5e doigt ou mauvaise implantation des 4e et 5e doigts. Doigts ou ongles surnuméraires. Couleur trop claire (rosée) ou non uniforme (taches), sauf exception (voir ci-après). |
| Plumage             | De texture soyeuse, long, abondant et souple. | Plumage dur. |
| Coloris homologués  | Blanc, noir, fauve, rouge, bleu, perdrix argenté, perdrix doré, splash, bleu, gris perle, chocolat, coucou argenté, coucou chocolat, blanc tacheté noir. | Coloris non homologué. Non respect du coloris (camail doré ou argenté notamment), voir ci-après.                                                                                        |
| Œufs                | Masse minimale : 40 grammes. Couleur : coquille crème à brun clair. | |
| Masses              | Coq → minimum 1400g ; Poule → minimum 1100g | Masse trop faible. |
| Diamètre des bagues | Coq → 18 mm ; Poule → 16 mm | |

### Poule Soie naine
Standard identique au standard de la Poule Soie grande race avec pour seules différences , :
- Masses idéales : Coq → 600g ; Poule → 500 g
- Masse minimale de l’œuf à couver : 25 grammes
- Diamètre des bagues : Coq → 12 mm ; Poule → 12 mm
- Défauts éliminatoires : Défauts identiques sauf pour la masse. Sujet trop fort.

### Poule Soie naine Siam
Variété non homologuée, avec standard identique au standard de la Poule Soie naine sauf  :
- Face, crête, barbillons et oreillons : Rouges.
- Yeux : Iris rouge orangé.
- Bec et tarses : Jaunes.
- Peau : Blanche.

- Défauts graves : Pigmentation des tissus pas assez blanchâtre.
- Coloris : Blanc uniquement.

### Coloris
Toutes les variétés de coloris peuvent exister avec ou sans barbe ,,.
| Coloris            | Caractéristiques | Défauts |
| ------------------ | --- | --- |
| Blanc              | Plumage le plus blanc possible. Un léger reflet paille est toléré chez le coq âgé. | Plumes d’autres couleurs. Reflets roux. |
| Noir               | Plumage le plus noir possible. Sous couleur noire. | Plumes d’autres couleurs. Couleur de fond trop grise. Reflets brunâtres. |
| Bleu               | Plumage bleu/gris le plus uniforme possible. Coq avec parures plus foncées. | Plumes d’autres couleurs. Couleur de fond trop claire ou trop foncée. |
| Splash             | Plumage de fond gris très clair « éclaboussé » de taches gris foncé plus ou moins dense. Répartition des taches qui varient selon le sujet. Sous plumage blanc grisâtre. | Plumes d’autres couleurs que gris clair ou gris foncé. Camail du coq trop foncé. Ornements trop clairs.                                                                                      |
| Fauve              | Plumage fauve uniforme, camail brillant. Quelques marques foncées, bronzes ou noires sont tolérées dans la queue et les ailes si elles ne sont pas trop prononcées. Face, crête et barbillons de préférence foncés, avec pigmentation rougeâtre admise. | Plumes d’autres couleurs. Sous plumage fumé. Traces de noir trop importantes dans la queue des poules. Coloris trop clair ou trop foncé. Ornements trop clairs.                              |
| Rouge              | Plumage fauve uniforme, camail brillant. Quelques marques foncées, bronzes ou noires sont tolérées dans la queue et les ailes si elles ne sont pas trop prononcées. Face, crête et barbillons de préférence foncés, avec pigmentation rougeâtre admise. | Plumes d’autres couleurs. Sous plumage fumé fortement fumé ou trop clair. Traces de noir trop importantes dans la queue des poules. Coloris trop clair ou trop foncé. Ornements trop clairs. |
| Gris perle         | Plumage gris clair uniforme. Le rachis des plumes est de la même couleur que les barbules. | Plumes d’autres couleurs. Reflets roux. Poivrage (points noirs) important. |
| Coucou             | Plumage gris foncé rayé de blanc. Sous plumage dessiné sur l’ensemble du corps. Coq de la même couleur que la poule si coucou hétérozygote, plus clair si coucou homozygote. Face, crête et barbillons de préférence foncés, avec pigmentation rougeâtre admise. Oreillons bleu turquoise. Yeux de préférence foncés, orangés admis. Bec de préférence bleuâtre. Tarses marbrées de préférence foncés plus ou moins pigmentés, admis blanc rosé. Peau de préférence bleuâtre plus ou moins pigmentée, admise blanchâtre. | Plumes d’autres couleurs. Reflets roux. Rayures trop floues. Yeux coulés (tache noire). |
| Perdrix doré       | • Coq : Tête, huppe et barbe brun noirâtre. Camail, dos et lancettes rouge orangé flammés de noir. Poitrine noire (quelques taches brunes ne sont pas à considérer comme défaut). Épaules brun rougeâtre. Queue noire. Rémiges primaires noires. Rémiges secondaires noires avec barbes externes brunes, formant un miroir. Sous plumage gris. Abdomen, cuisses et emplumage des tarses brun noirâtre. • Poule : Tête, huppe et barbe brunes à noirâtres. Camail et poitrine bruns, marqués de doré, sans dessins organisés. Dos et couvertures des ailes brun foncé avec un léger poivrage. Queue brun noirâtre. Rémiges brunes, légèrement marquées de dessins plus clairs non organisés. Ventre, cuisses et emplumage des tarses brun noirâtre. | Camail jaune paille. Coloris trop clair ou trop foncé. |
| Perdrix argenté    | • Coq : Tête, huppe et barbe gris foncé (quelques plumes gris argenté ne sont pas à considérer comme défaut). Camail, dos et lancettes gris argenté et flammés de noir. Poitrine gris foncé (quelques taches claires ne sont pas à considérer comme défaut). Épaules gris argenté. Queue gris foncé à noire. Rémiges primaires gris foncé à noires. Rémiges secondaires noires avec barbes externes marquées de gris argenté, formant un miroir. Abdomen, cuisses et emplumement des tarses gris noirâtre. Sous plumage gris. • Poule : tête, huppe et barbe grises à gris foncé. Camail et poitrine gris marqué d’argenté sans dessins organisés. Dos et couvertures des ailes gris avec léger poivrage. Queue gris foncé. Rémiges gris foncé, légèrement marquées de dessins argentés non organisés. Ventre, cuisses et emplumement des tarses gris foncé. | Camail entièrement blanc. Reflets roux. Coloris trop clair ou trop foncé. Poitrine dessinée chez le coq.                                                                                     |
| Blanc tacheté noir | Plumage blanc avec des taches noires irrégulières. On recherchera des grosses taches plutôt que des « éclaboussures ». Léger voile grisâtre toléré dans le camail du coq. Peau, face, crête et barbillons bleu noirâtre. Tarses et doigts noirs (les ongles et le dessous des doigts sont tolérés plus clairs). Yeux brun foncé à noirs. | Plumes d’autres couleurs que noires ou blanches. Reflets roux. |
| Chocolat           | Plumage brun uniforme. Coq avec parures plus foncées. | Plumes d’autres couleurs. Reflets roux. Couleur de fond trop claire. |
| Coucou chocolat    | Plumage brun rayé de blanc. Sous plumage dessiné sur l’ensemble du corps. Coq de la même couleur que la poule si coucou hétérozygote, plus clair si coucou homozygote. Sous plumage dessiné sur l’ensemble du corps. Coq plus clair que la poule. Face, crête et barbillons de préférence foncés, avec pigmentation rougeâtre admise. Oreillons bleu turquoise. Yeux de préférence foncés, rouges admis. Bec de préférence bleuâtre, corne admis. Tarses de préférence foncés plus ou moins pigmentés, admis blanc rosé. Peau de préférence rosâtre plus ou moins pigmentée, admise blanchâtre. | Coloris trop flou. Reflets roux. Rayures trop floues. Yeux coulés (tache noire). |

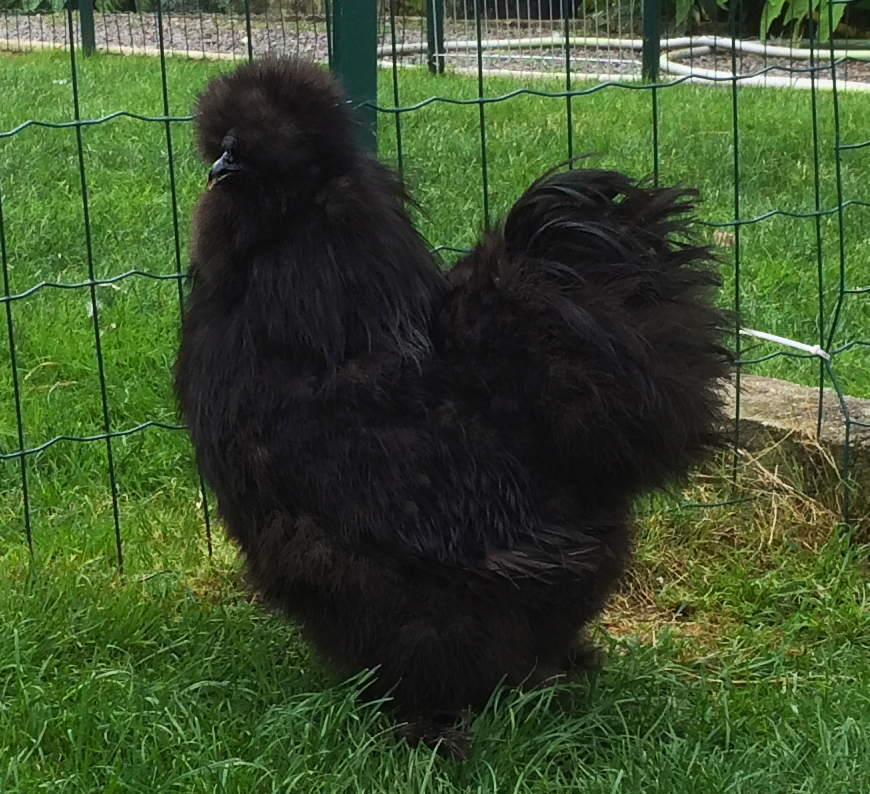
Coq noir
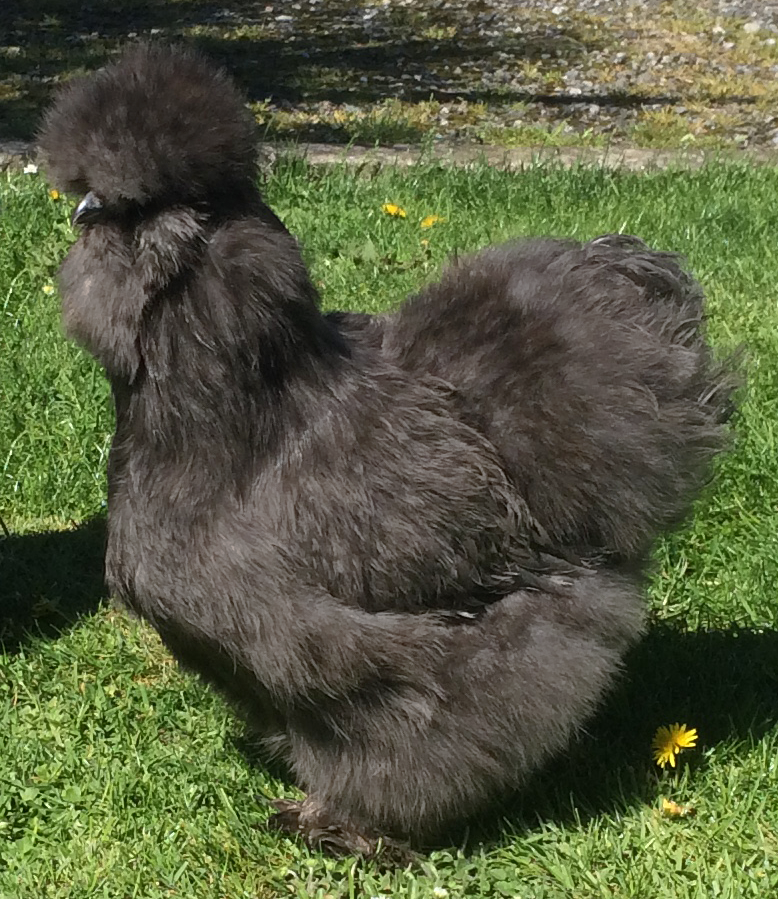
Poule bleue
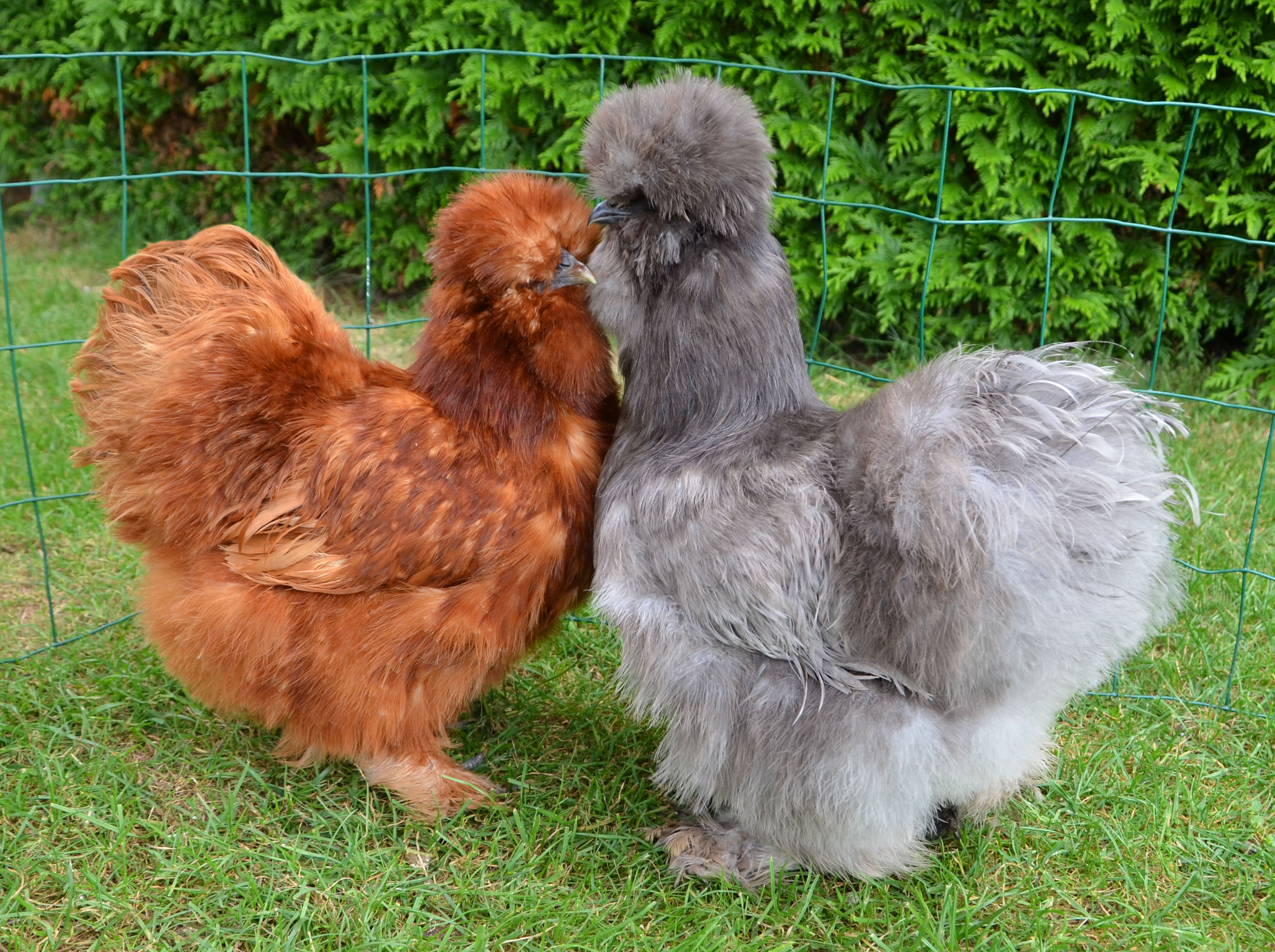
Poules rouge et bleue
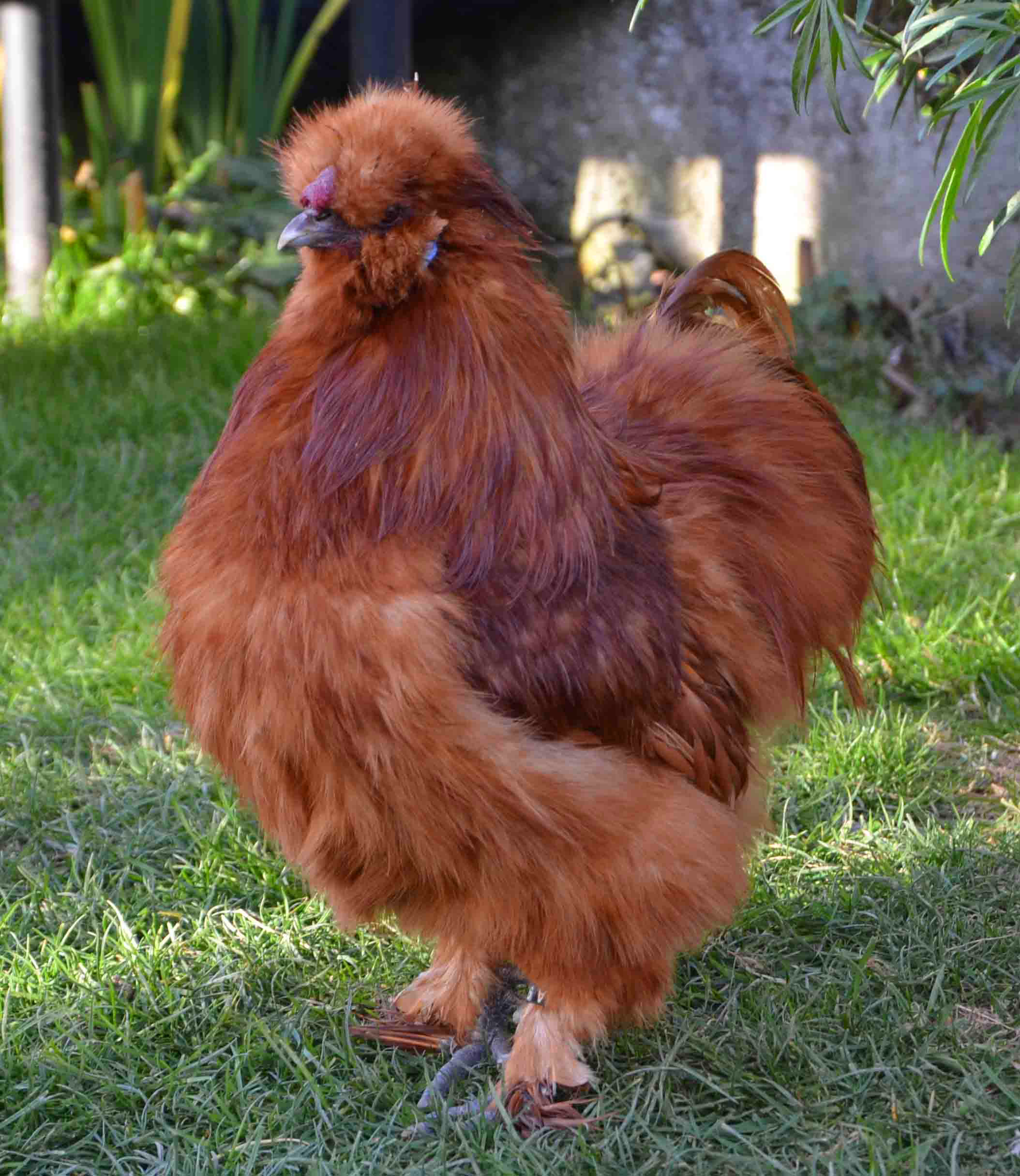
Coq rouge
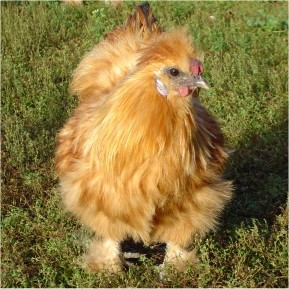
Coq fauve
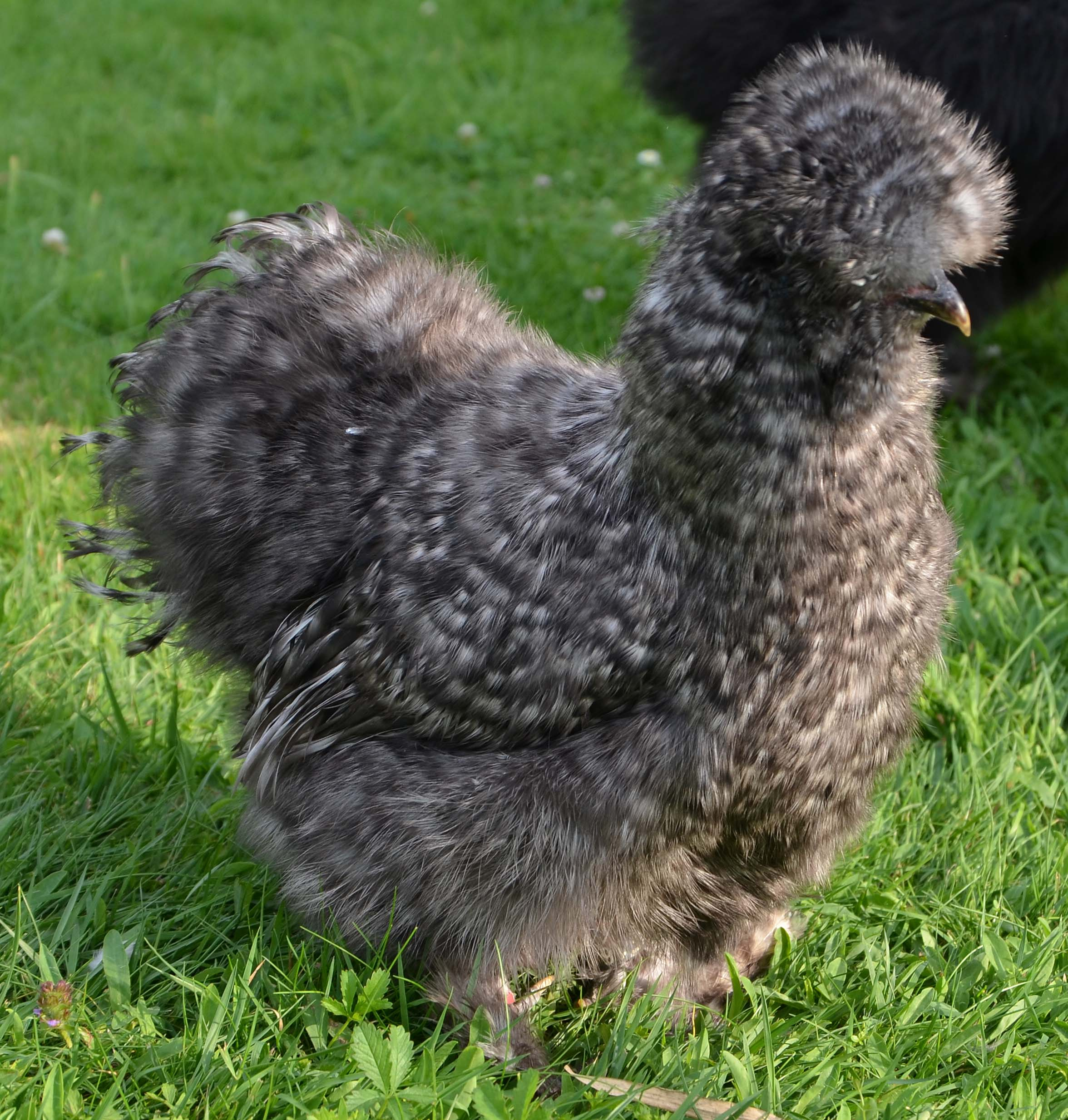
Poule coucou
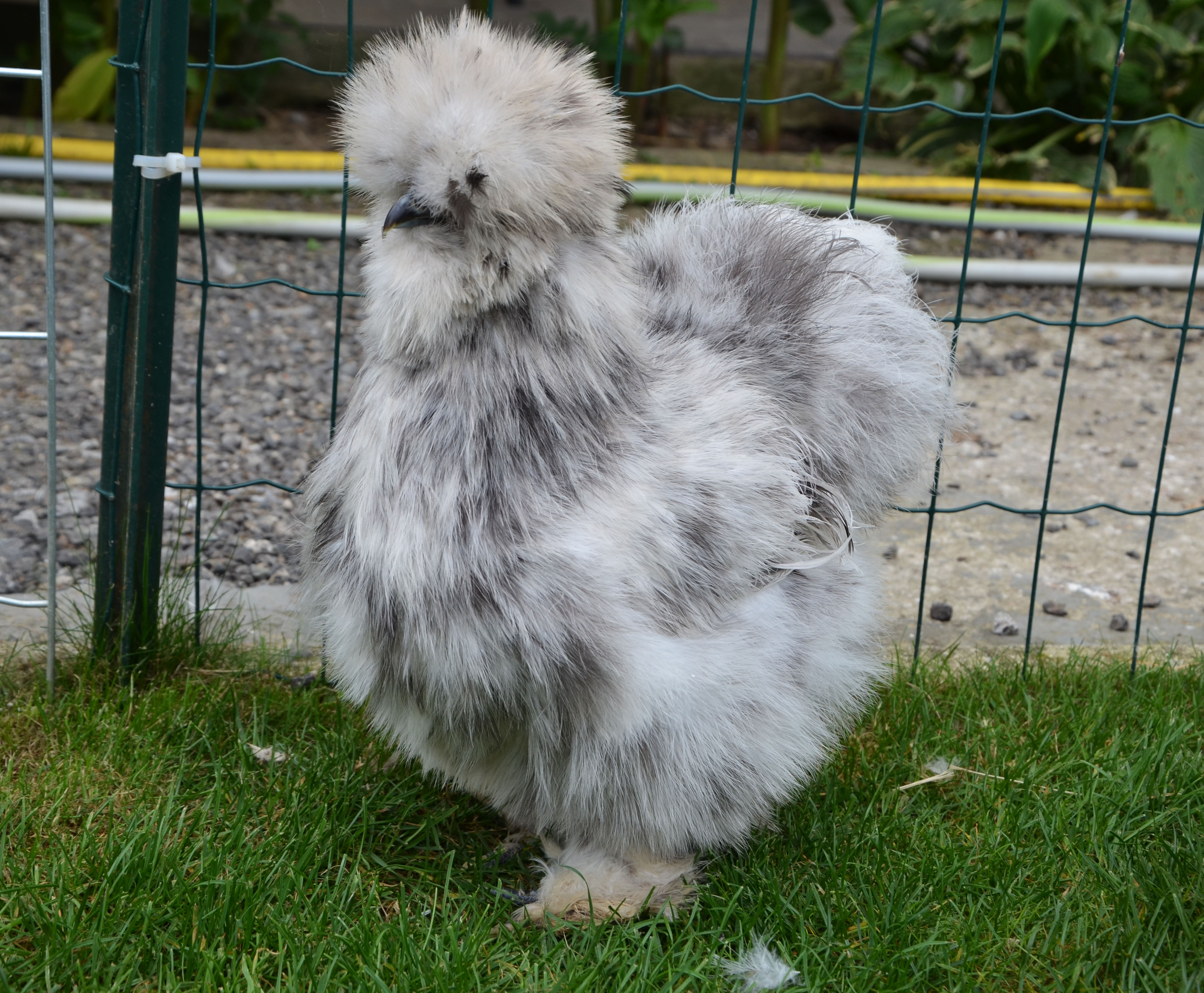
Poule splash
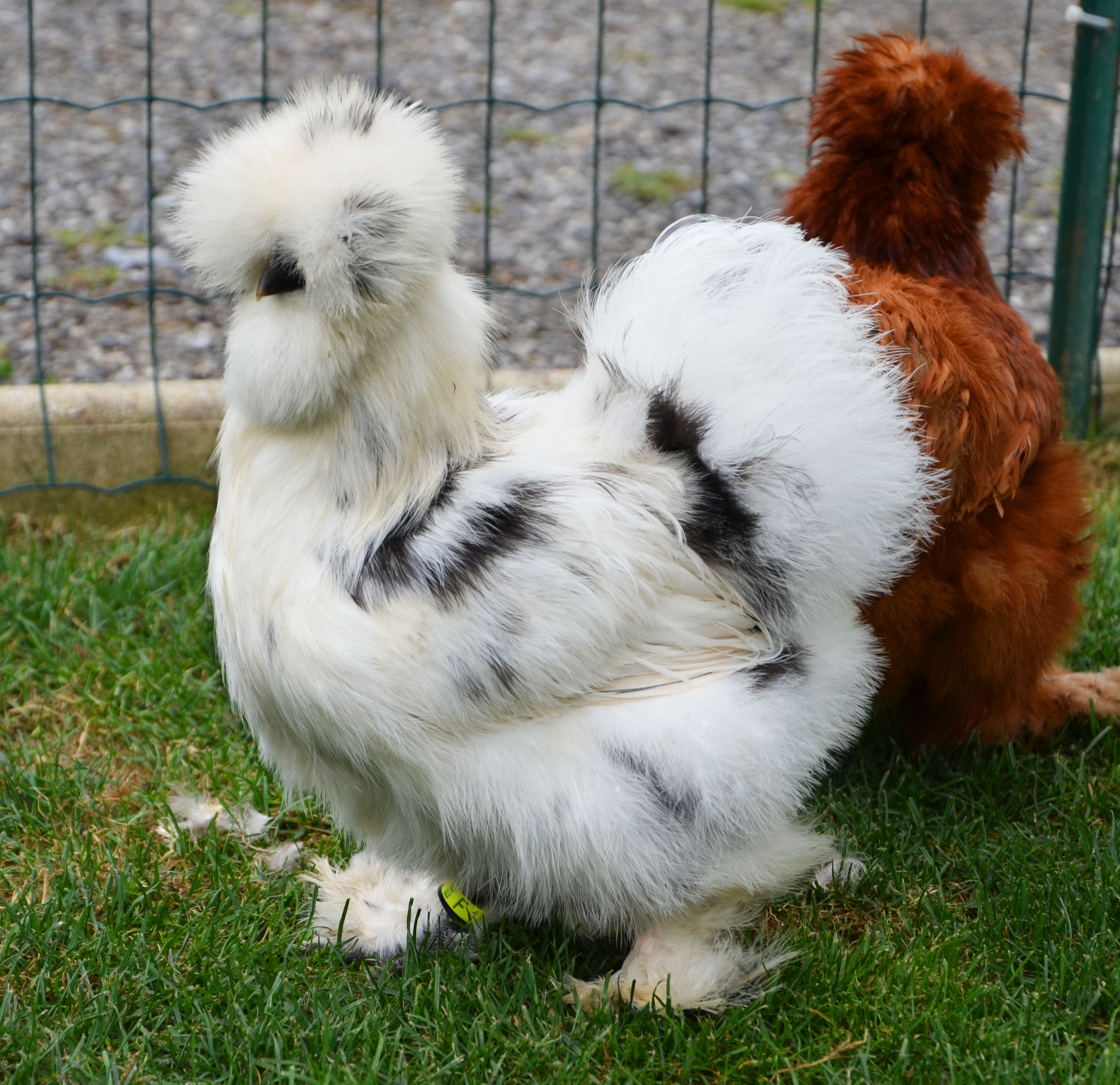
Poule blanc tacheté noir
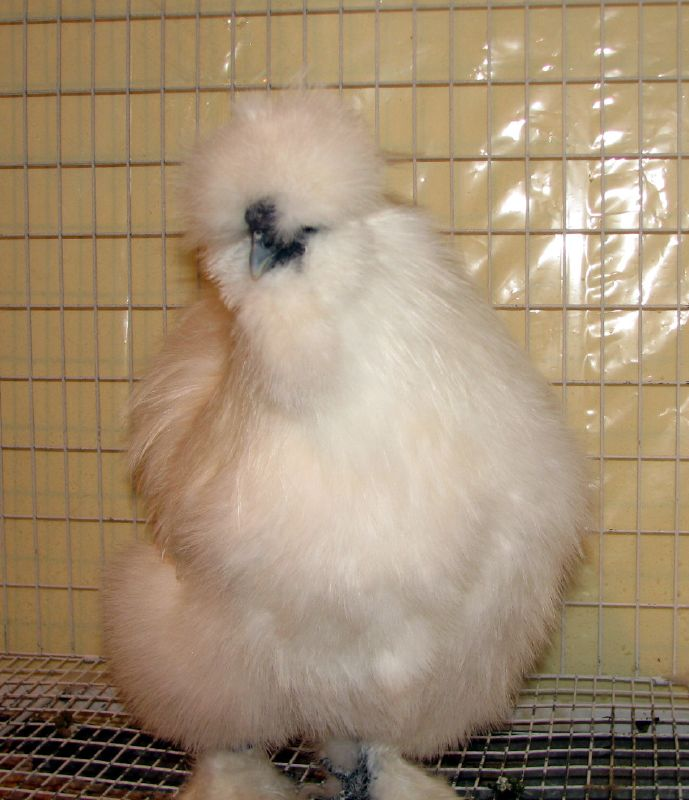
Coq blanc
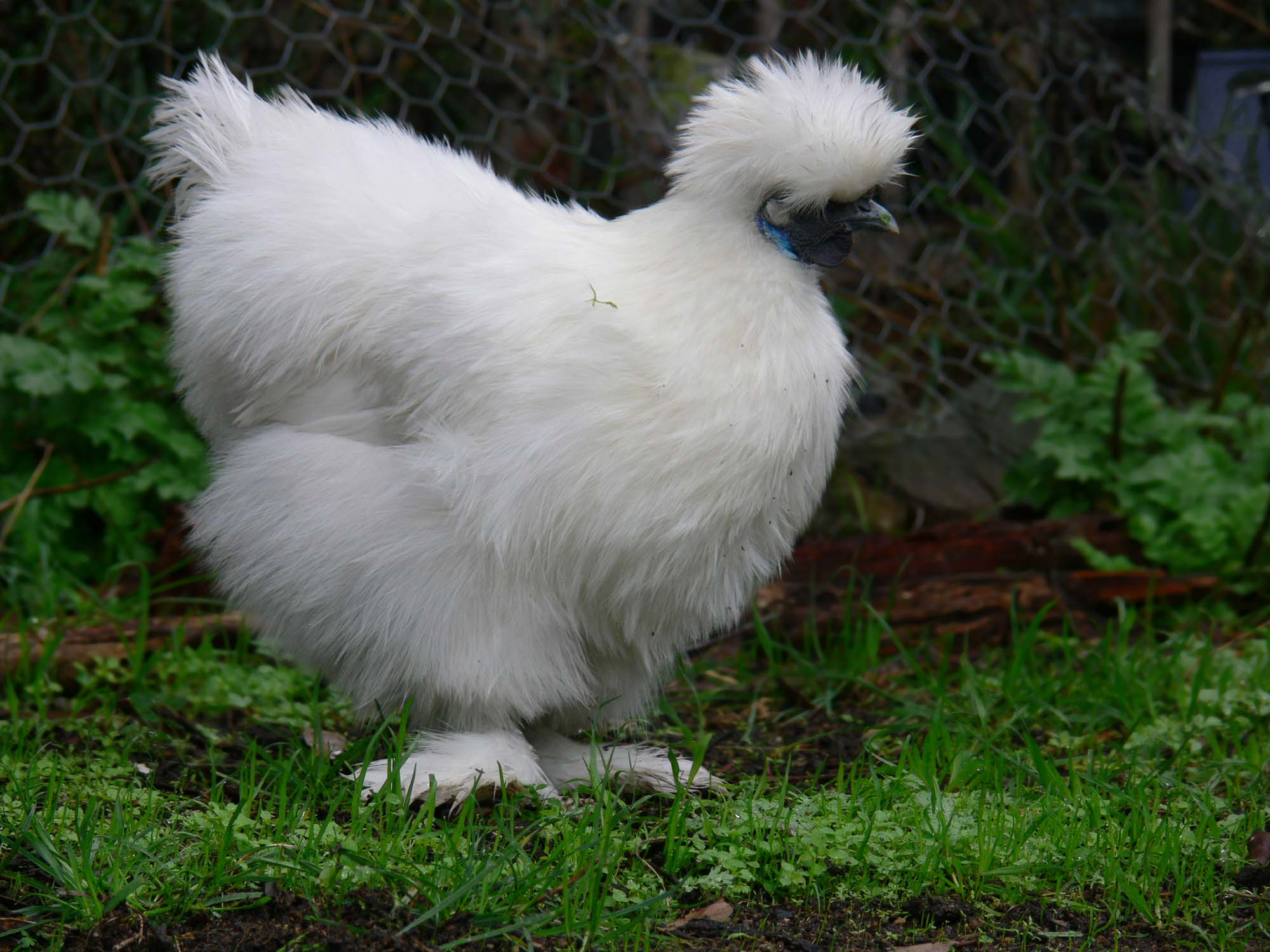
Poule blanche
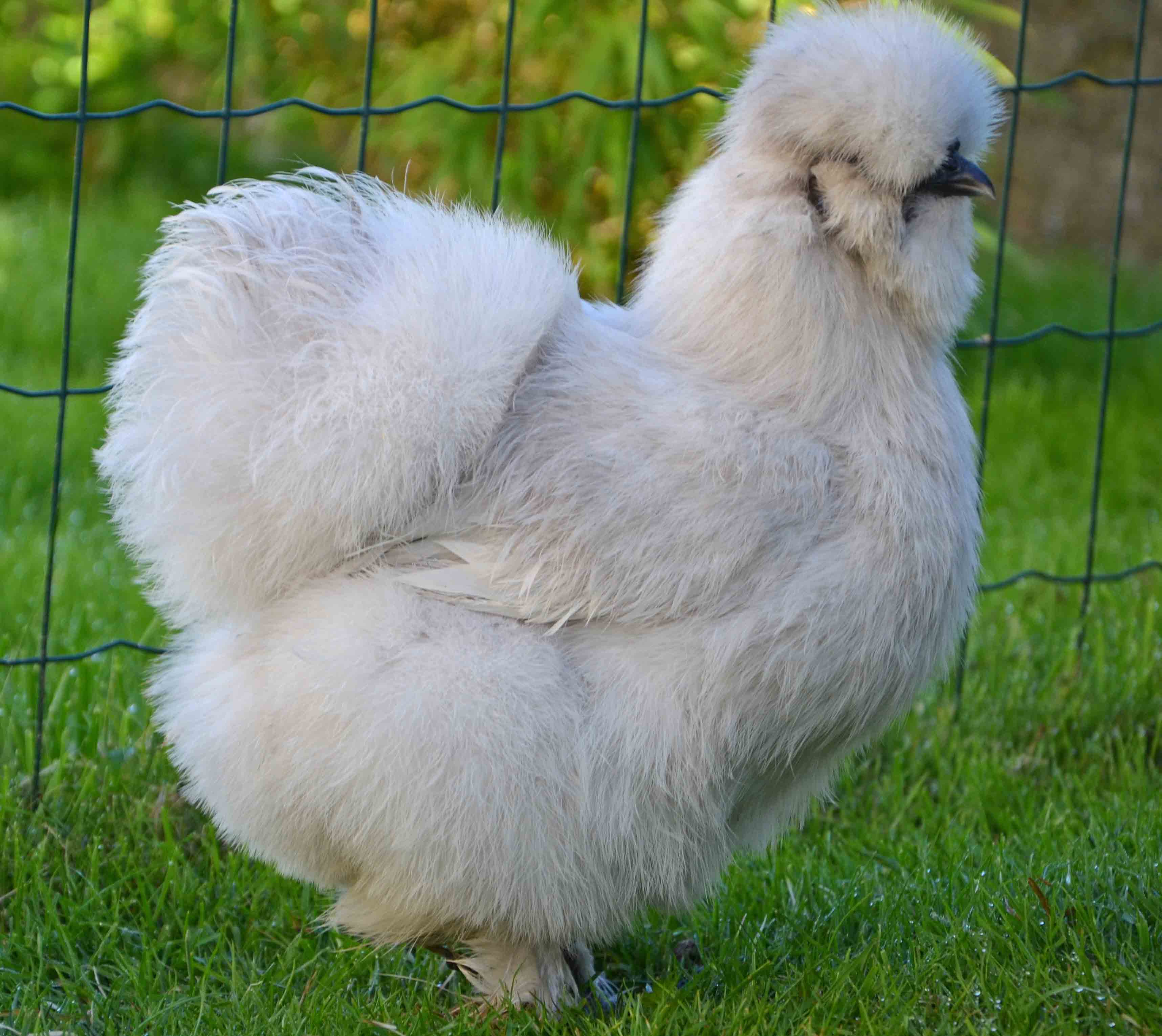
Poule gris perle
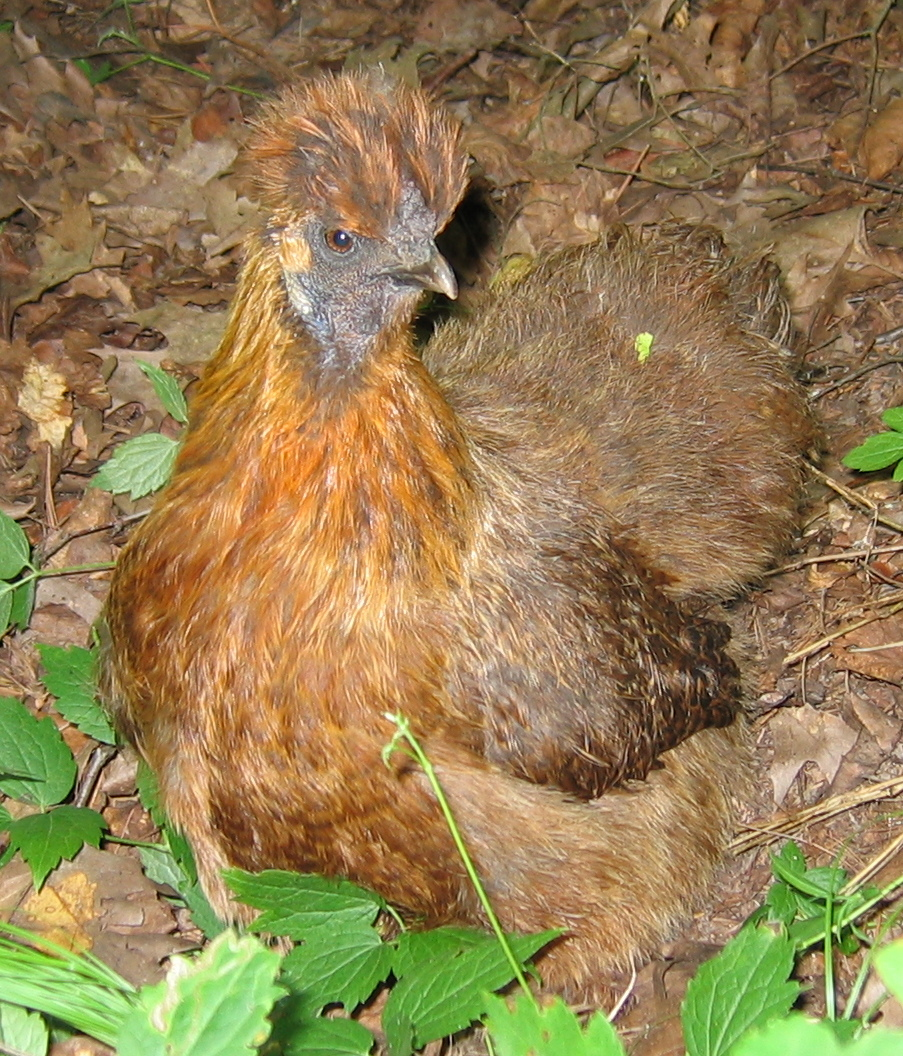
Poule perdrix doré
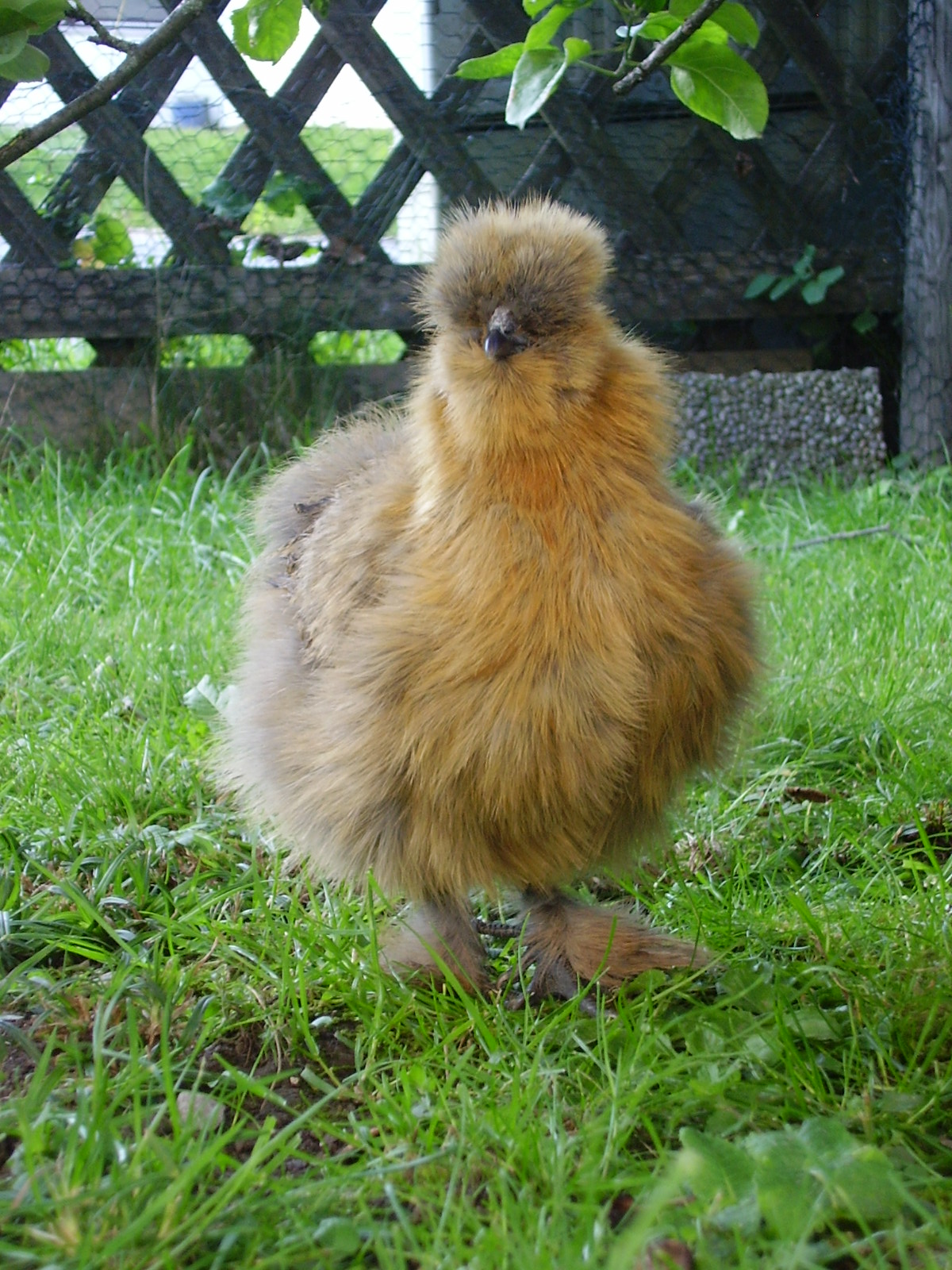
Poule perdrix doré
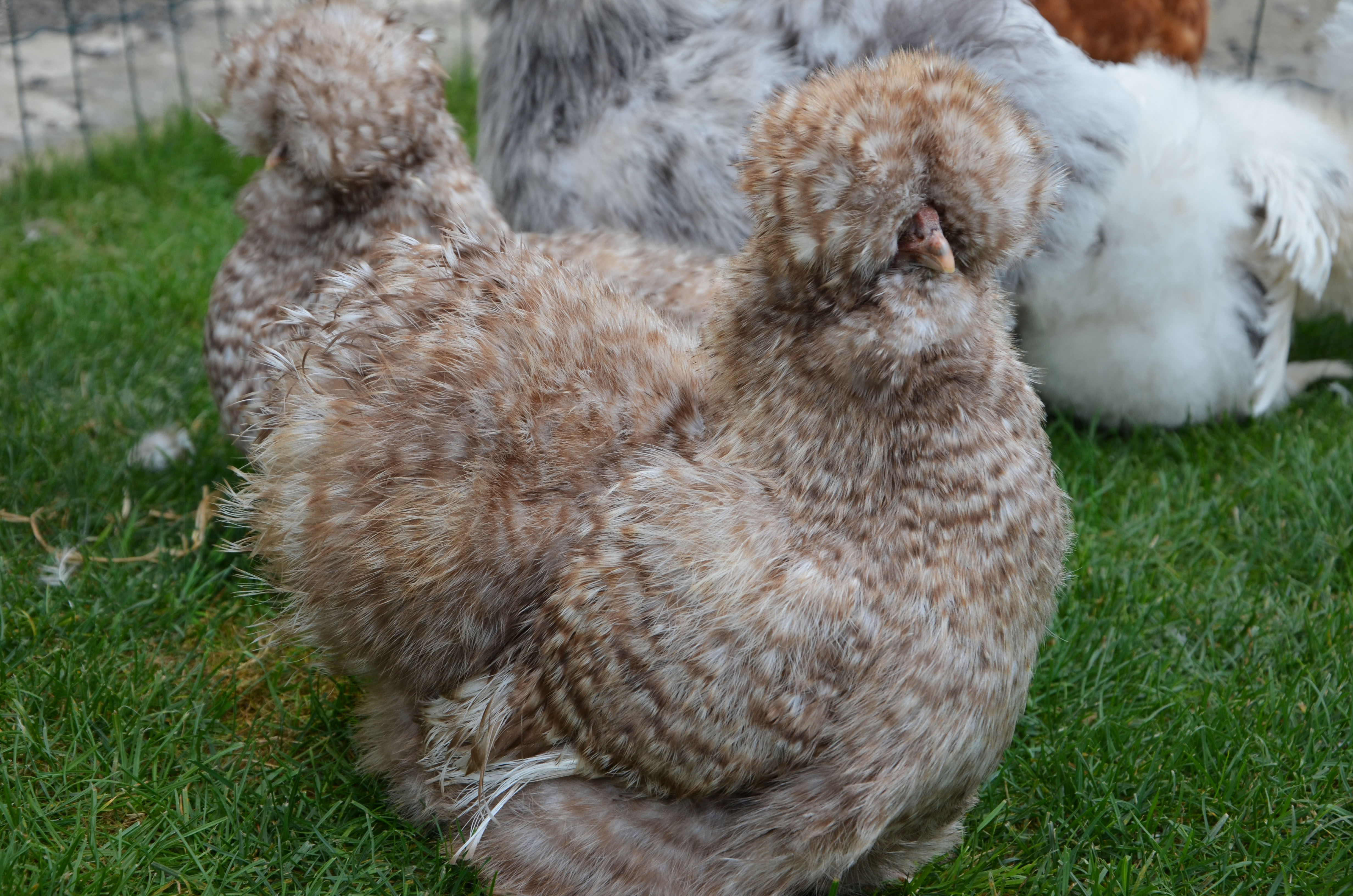
Poule coucou chocolat

## Utilisations

### Poule ornementale

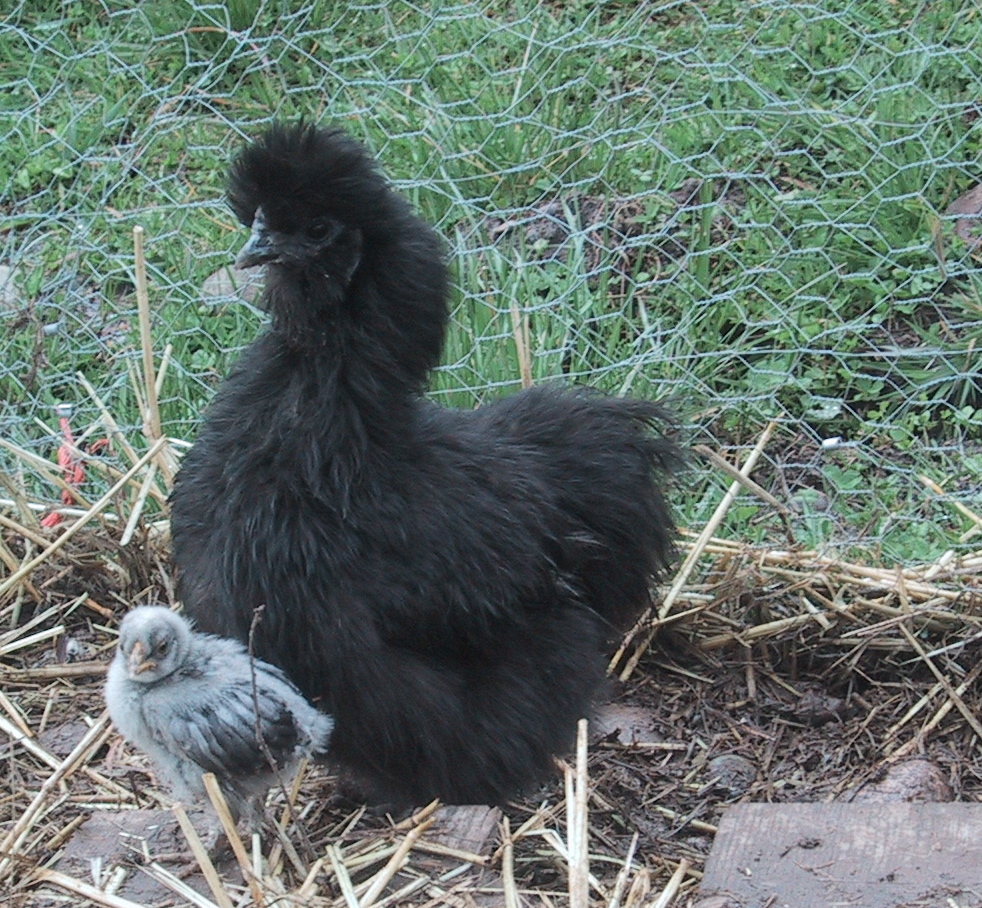
Une poule Poule Soie noire naine barbue et son poussin.

Au XXIe siècle, la Poule Soie est une des poules ornementales les plus populaires et communes. Elle est souvent gardée comme animal de compagnie ou d’ornement par les zoos. Sa présence est commune dans les salons et foires agricoles, ou les expositions et concours avicoles. 

### Poule couveuse
La Poule Soie pond un nombre moyen d’œufs de couleur crème (entre 100 et 200 par an), mais sa production est souvent arrêtée en raison de sa grande tendance à couver. Cette capacité a, de ce fait, été sélectionnée au fil des années, faisant de cette poule une couveuse et mère adoptive efficace pour élever les poussins de races de volailles (poules mais aussi canes, cailles, faisans, oies) qui couvent peu. Elle est également recommandée pour couver les œufs délicats. À partir d'environ 6 mois, une Poule Soie peut couver une dizaine d’œufs par trimestre, bien que cela varie fortement en fonction de la taille de l’œuf. Après 21 jours de couvaison, elle élève ses poussins pendant 1 à 3 mois ,.

### Cuisine

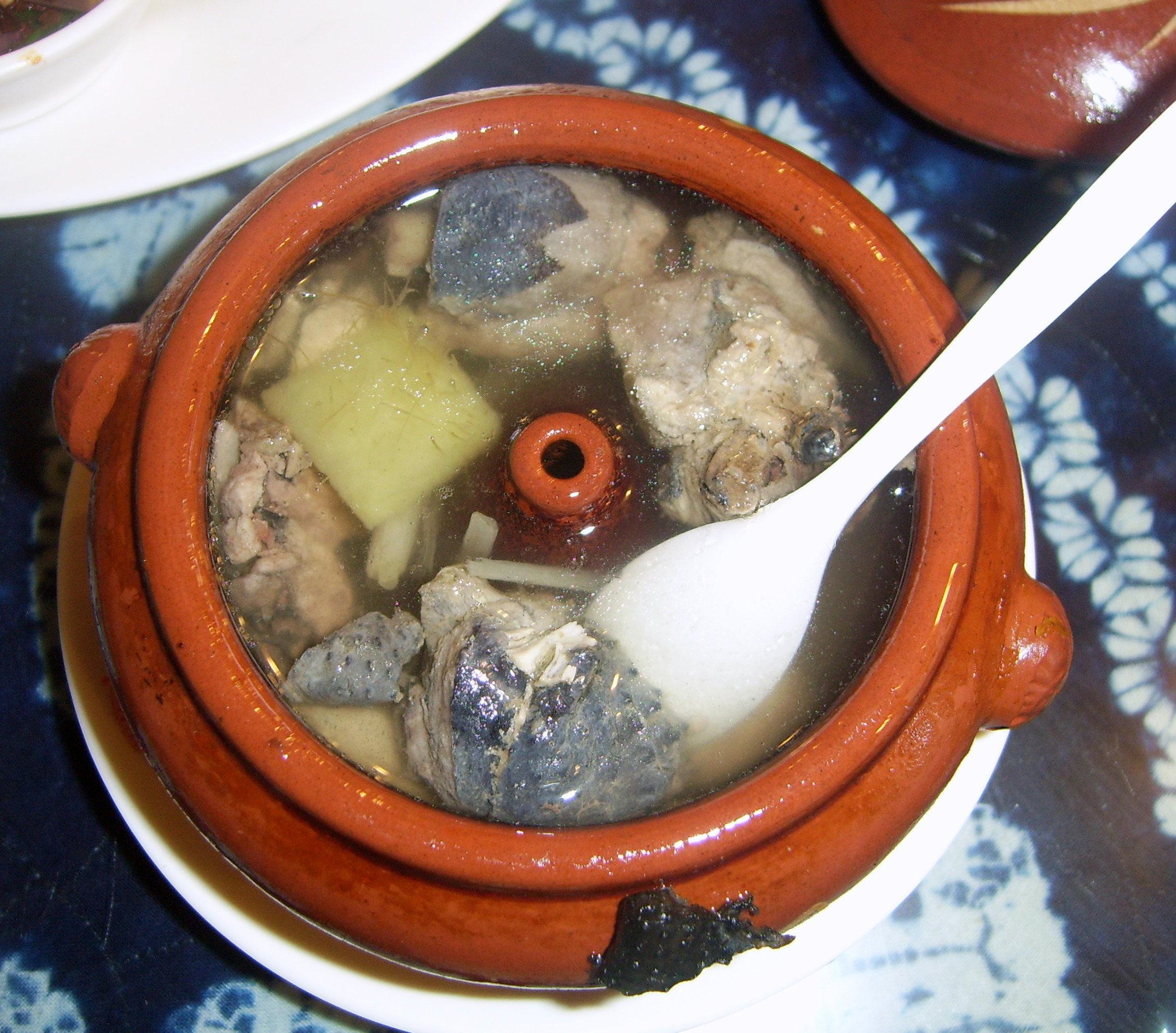
Soupe chinoise traditionnelle faite à base de Poule Soie et de baies de goji aux vertus médicinales.

La chair apparaissant noir de la Poule Soie est généralement considérée comme inhabituelle et peu ragoutante dans les cuisines occidentales. Quelques restaurants de cuisine fusion de l’aire métropolitaine ouest des États-Unis utilisent la Poule Soie dans des plats traditionnels américains ou français : par exemple en confit .
Au contraire, de nombreuses cuisines traditionnelles asiatiques considèrent la Poule soie comme un mets raffiné. Très utilisée dans la cuisine chinoise, elle est aussi un ingrédient commun des tables japonaises, cambodgiennes et coréennes. Les pays fortement influencés par la culture chinoise, comme la Malaisie, peuvent aussi cuisiner la Poule soie. Dès le VIIe siècle, la médecine traditionnelle chinoise soutenait que la soupe de poulet à la viande de Poule Soie était une nourriture à vertus curatives . Les méthodes habituelles de cuisine incluent les bouillons, les braisés et les currys .

## Erreurs fréquentes
- La Poule Soie est un nom propre. Parler d'un « coq soie » ou d'une « soie » est une erreur. Les termes exacts sont : « Poule Soie », « coq Poule Soie » et « poule Poule Soie ».
- Une autre erreur est d'appeler cette race de poule « Poule de Soie » : ce terme est incorrect.
- La troisième erreur observée est de prétendre que « Poule Soie » et « Silkie » sont deux races différentes. Il s'agit de la même race, le terme « Silkie » étant la traduction anglaise. La seule chose différenciant la Poule Soie française et la Silkie américaine est le standard. Ceux-ci restent néanmoins extrêmement proches, les différences résidant sur l'évaluation de la gravité des défauts [28]. Par exemple, le crâne de Padoue est éliminatoire dans le standard français ainsi que dans d'autres standards européens, alors qu'il est toléré dans le standard américain. Un animal sélectionné selon le standard américain pourra être présenté en exposition avicole s'il ne présente pas de défaut éliminatoire par le standard français.